# Велика Звірева
Велика Зві́рева (рос. Большая Зверева) — присілок у складі Ірбітського міського округу Свердловської області.
Населення — 161 особа (2010, 179 у 2002).
Національний склад населення станом на 2002 рік: росіяни — 95 %.